# Schloss Lahamaide

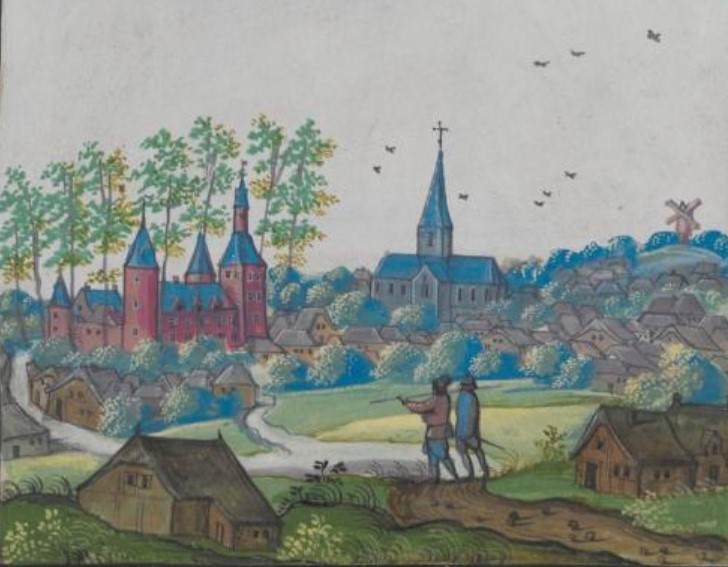
Das Schloss von Lahamaide, das um 1600 in den Alben von Croÿ abgebildet ist

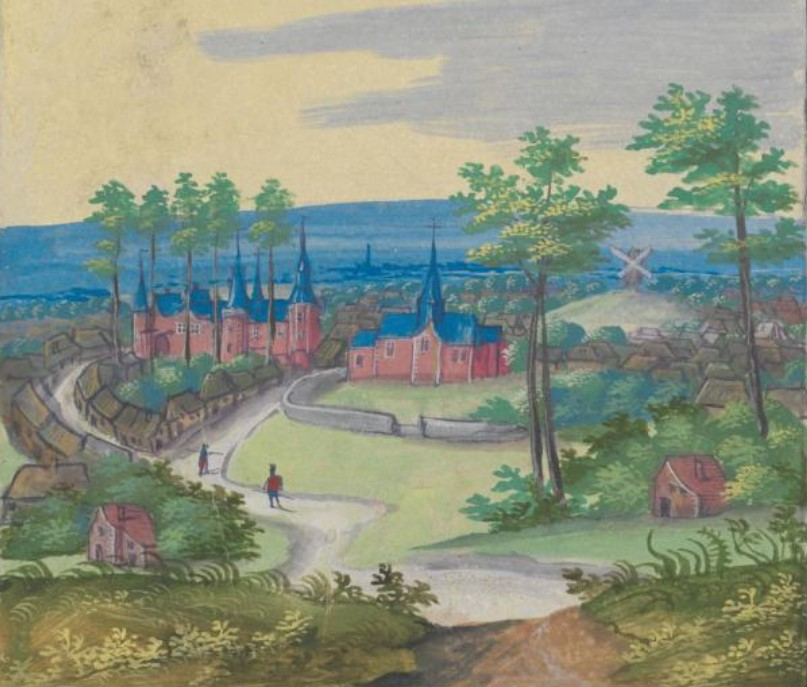
Eine andere Abbildung des Schlosses in den Alben von Croÿ

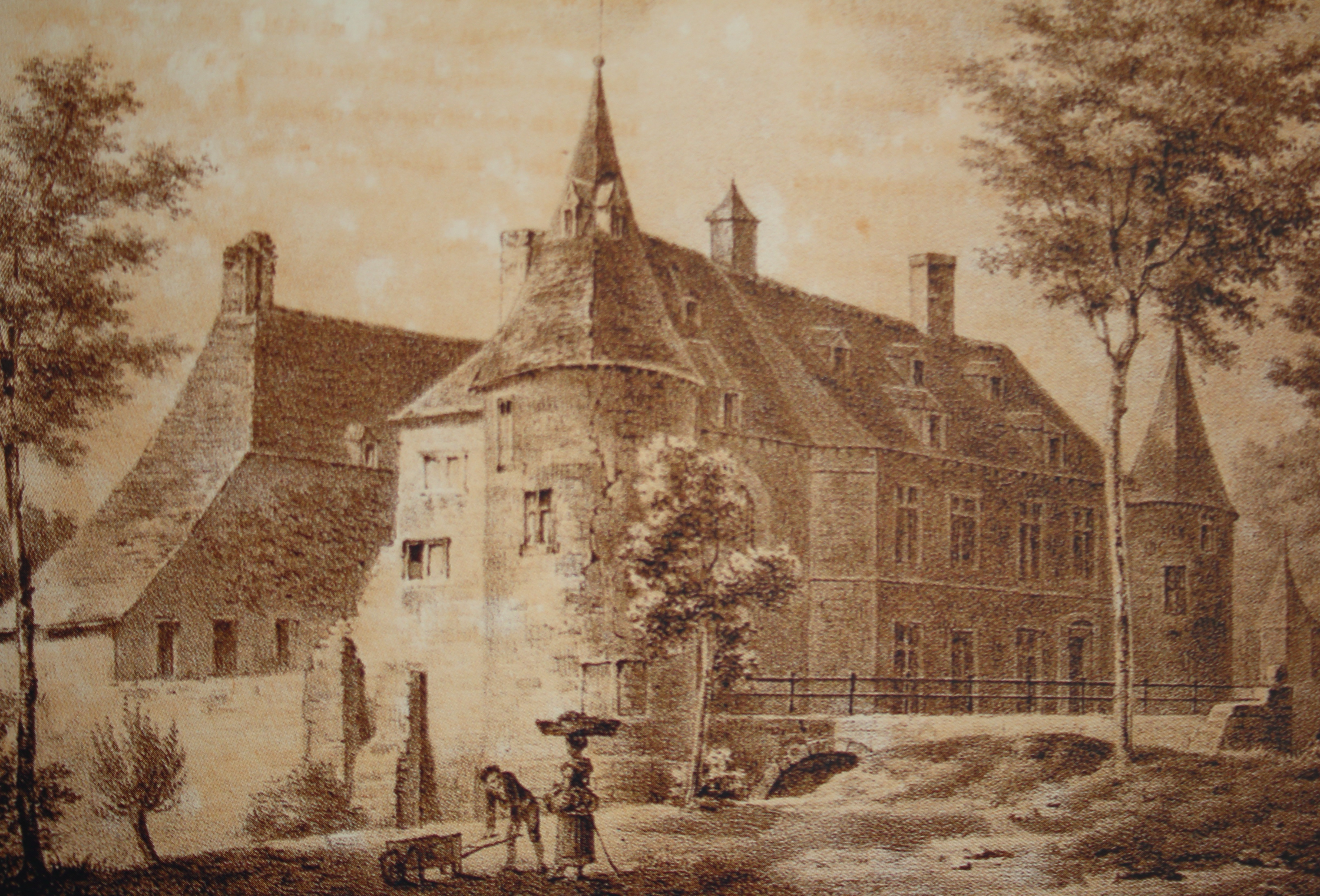
Das Schloss von Lahamaide auf einer Lithographie von Madou aus dem 19. Jahrhundert

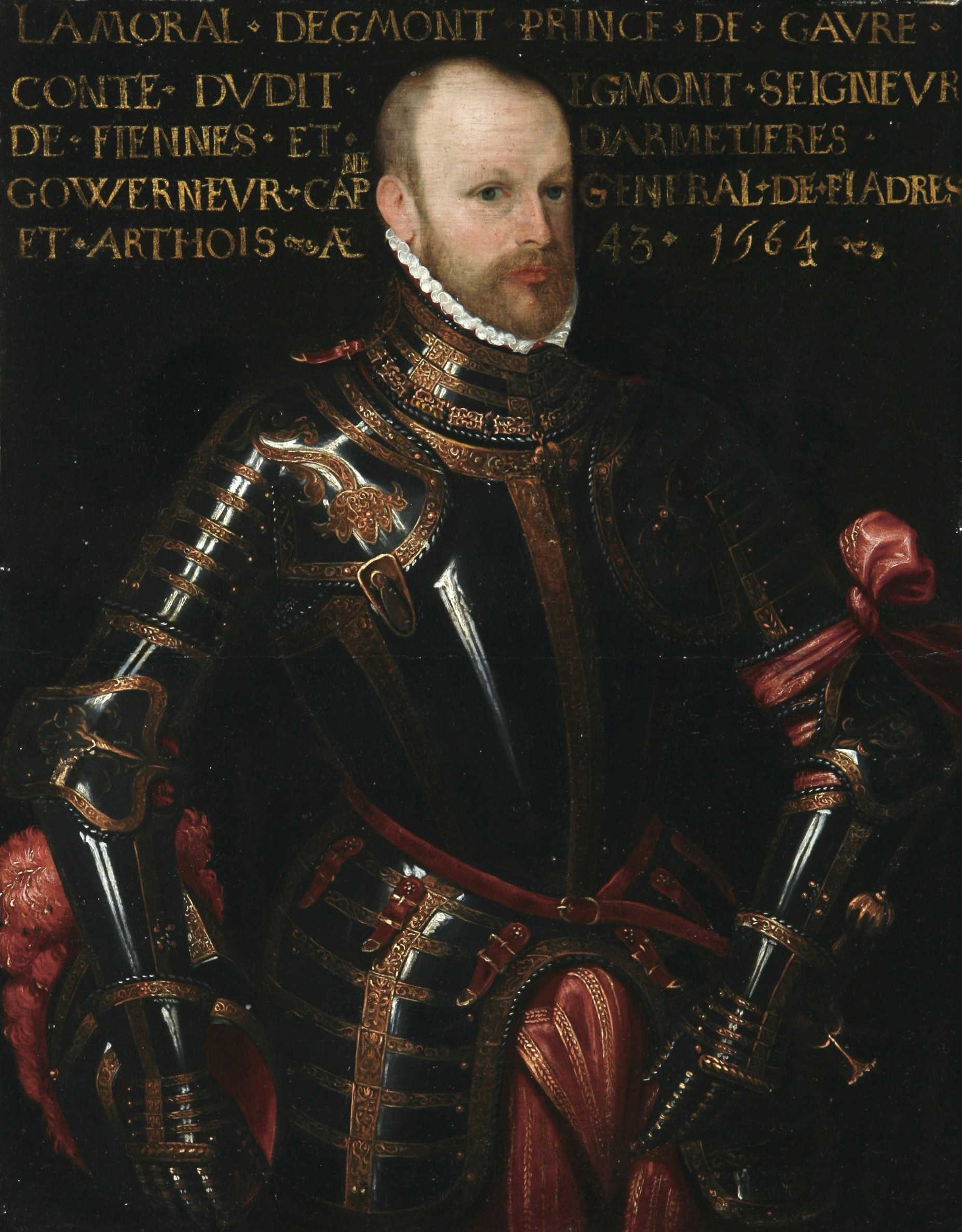
Graf Lamoraal van Egmont wurde 1522 auf das Schloss geboren

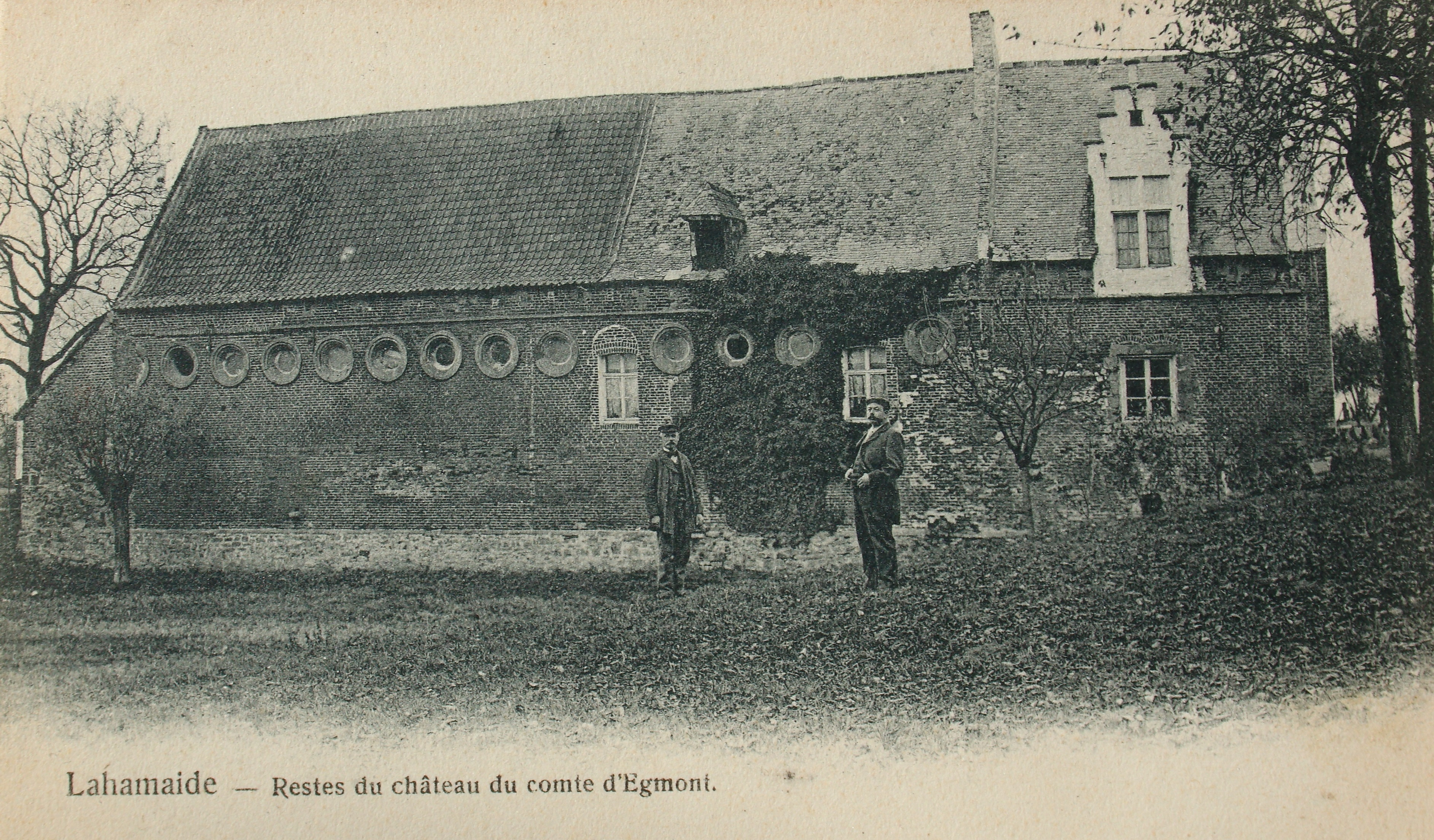
Die Stallungen des Schlosses von Lahamaide, die letzten Überreste, die heute noch vorhanden sind

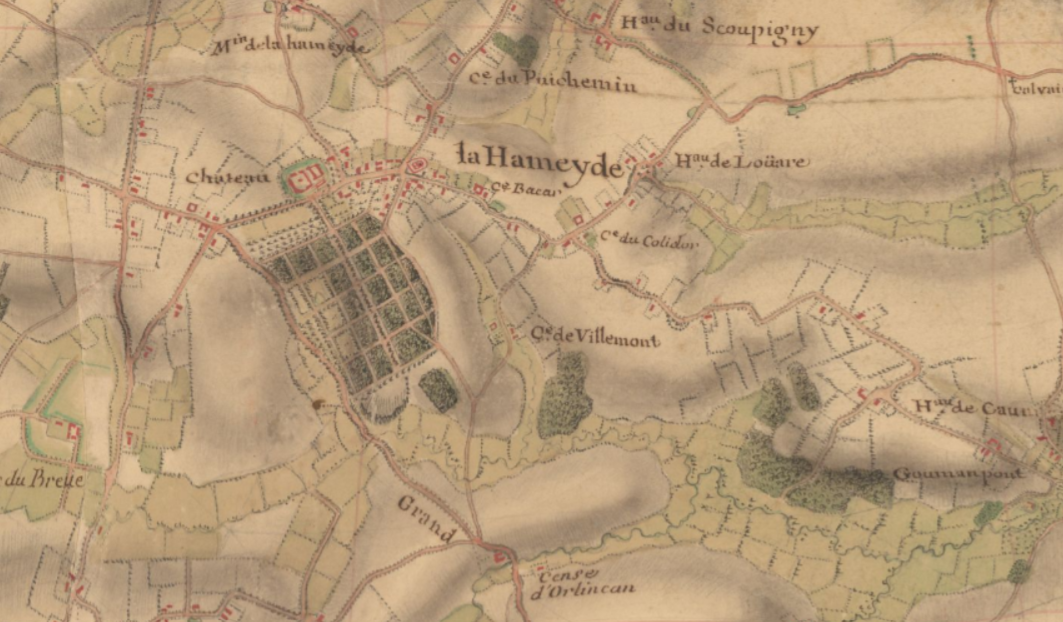
Lage des Schlosses auf der Karte von Villaret mit dem Park auf der Südseite

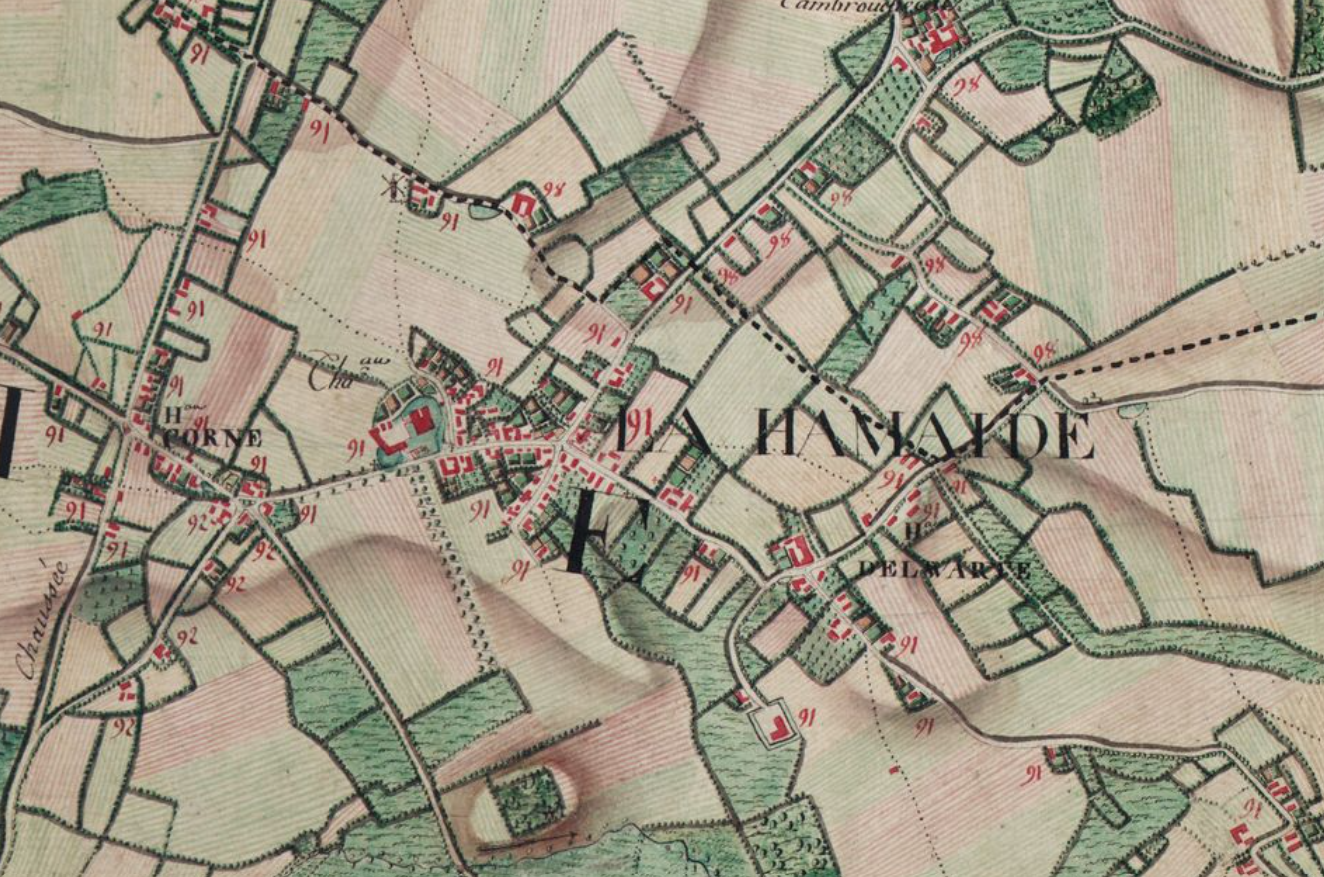
Lage des Schlosses auf der Karte von Ferraris

Das Schloss Lahamaide war ein Schloss in Lahamaide  Gemeinde Ellezelles im Hennegau, Belgien. Es ist als Geburtsort von Graf Lamoral von Egmond bekannt. Heute sind nur noch die Stallungen erhalten.

## Geschichte

### Haus Lahamaide
Im zwölften Jahrhundert wurde eine erste Holzburg erbaut, diese war von einem Wassergraben umgeben. Die Bewohner nahmen den Namen des Dorfes an, sie wurden die Herren von Lahamaide. Sie gehörten zu Hof der Grafen von Hennegau. Zu Beginn des 15. Jahrhunderts (vor 1415) wurde eine Burg aus Stein gebaut.

### Haus Luxemburg-Fiennes
1485 starb Michel de la Hamaide, der letzte seiner Familie. Seine Nichte Maria de Berlaymont erbte das Schloss. 1470 wurde sie mit Jacobus I. von Luxemburg-Fiennes, dem Herrn von Zottegem getraut. Das Schloss fiel somit an das Haus Luxemburg-Fiennes (einer Linie des Hauses Luxemburg). Ihnen folgen Jacobus II. und Jacobus III. nach. Mit dessen Tod ging sein Nachlass, da er kinderlos geblieben war,  an seine Schwester Franziska von Luxemburg über. Mit ihr tritt das Haus Egmont in die Geschichte der Schlösser von Lahamaide und Zottegem ein (letzteres heißt jetzt sogar „Egmontkasteel“ (Egmonds Burg)).

### Haus Egmont
Die Egmonts sind eine der reichsten und einflussreichsten Familien der Niederlande. Ihr Stammsitz ist Schloss Egmond in Nordholland. Die ersten Generationen der Familie wirkten als „Advocati“ (= Vögte) des  Klosters Egmond, das sich in der Nähe ihres Schlosses befand. Mitglieder der Familie waren unter anderem Herzoge von Geldern, Grafen von Buren und Grafen von Egmond. 1516 heiratete Franziska von Luxemburg, Gräfin von Gavere, Graf Johann IV. von Egmont. Gemeinsam hatten sie drei Kinder, darunter den berühmten Grafen Lamoral van Egmont, der am 18. November 1522 im Schloss von Lahamaide geboren wurde. Lamoral wurde Page am Hof Kaiser Karl V., der 1553 zum ersten Prinzen von Gavere erhoben wurde, und bekleidete Ämter als General und Statthalter von Flandern und Artois. Doch 1568 wurden er und der Graf von Hoorn des „Verrats“ angeklagt und zum Tode verurteilt. Beide wurden öffentlich durch Enthauptung auf dem Grand Place in Brüssel hingerichtet.
Nach der Enthauptung des Grafen Lamoraal im Jahr 1568 beschlagnahmte der Herzog von Alba die Güter der Egmonts. Erst 1593 konnte der jüngste Sohn von Lamoraal, Graf Karel II. van Egmont, einen Teil des Besitzes seines Vaters zurückerlangen, darunter die Schlösser in Zottegem und Lahamaide. 1600 ließ er das Schloss von Lahamaide renovieren. Es wurde ein doppelter Graben angelegt. Er legte einen schönen Garten mit Springbrunnen und einen 24 Hektar großen Park für die Jagd an. Die Familie nutzte das Schloss bis 1707 als Sommerschloss. In diesem Jahr starb die Familie Egmont mit dem Tod des Grafen Procopo Frans aus.

### Haus Egmont-Pignatelli und die Zeit danach
Alle Besitztümer und Titel der Egmonts gingen an Procopo Pignatelli, den Gründer des Hauses Egmont-Pignateli, über. Er und seine Söhne Graf Guido und Casimir residierten nicht mehr auf den Schlössern in Zottegem und Lahamaide, sondern bevorzugen Paris und ihre Sommerresidenz in Braine, in der Nähe von Soissons, Frankreich. Die Schlösser in Zottegem und Lahamaide verfielen aufgrund Geldmangels und unzureichender Renovierung. Nach der Französischen Revolution wurde der Besitz der Pignatelli beschlagnahmt und verkauft. Im Laufe des 19. Jahrhunderts verfiel das Schloss. Es wurde dann an einen Kalkbrenner verkauft, der es gründlich abriste und verschwand bis auf die Stallungen.
Von 1979 bis 1985 fanden archäologische Ausgrabungen unter der Leitung von Professor Michel de Waha von der Université libre de Bruxelles statt. Ausgrabungen, die sich insbesondere auf die Bauphasen ab dem Mittelalter konzentrieren. Von der Burg sind nur drei Bilder bekannt, zum einen eine Lithografie aus dem 19. Jahrhundert und zum anderen zwei Bilder in den Alben van Croÿ, dem vierten Band. Auf der Karte von Villaret aus den Jahren 1745–1748 ist die Burg mit ihrer Vorburg und den umliegenden Wassergräben gut erkennbar. Auf der Südseite sind Garten und Park durch durchgehende Achsen und Quergassen geometrisch streng gegliedert. Die Ferraris-Karte von 1771 bis 1778 zeigt auch das Schloss, aber es ist klar, dass es verfallen ist. Die Vorburg wirkt nicht mehr so groß und der Park ist verschwunden, nur eine Sichtachse bleibt.